# Distretto di Taoyuan
Il distretto di Taoyuan è un distretto di Taiwan, nella municipalità controllata direttamente di Taoyuan, situata nella parte nord occidentale dell'isola. Fino al 2014 era una città ed era chiamata Taoyuan City.
Taoyuan significa giardino di pesche poiché l'area veniva usata per la coltivazione del pesco.
Taoyuan è il territorio originale della tribù Pingpu degli aborigeni.